# Olga Taussky-Todd
Olga Taussky (Olomouc, 30 agosto 1906 – Pasadena, 7 ottobre 1995) è stata una matematica austriaca.
Durante la sua carriera pubblicò più di 300 studi, in particolare sulla teoria algebrica dei numeri, sulle matrici integrali e sulle matrici in algebra e analisi.

## Biografia
Olga Taussky nacque in una famiglia di origine ebraica a Olomouc, nell'impero austro-ungarico (oggi in Repubblica Ceca). Suo padre Julius David Taussky era un chimico industriale, mentre sua madre Ida Pollach era una casalinga. Olga era la seconda di tre figlie e suo padre desiderava che tutte intraprendessero la carriera artistica, più congeniale per una donna a suo parere. Tuttavia le tre sorelle si dedicarono alle scienze: Ilona, tre anni più grande di Olga, divenne una chimica consulente presso l'industria dei gliceridi, mentre Hertha, tre anni più giovane di Olga, divenne farmacista e successivamente chimica clinica al Cornell University Medical College di New York.
La sua famiglia decise di spostarsi a Vienna quando Olga Taussky aveva solo tre anni e lì vi restò fino alla metà della prima guerra mondiale. Successivamente il padre accettò l'incarico di direttore di un'acetaia a Linz, nell'Alta Austria. Taussky mostrò da subito un vivo interesse per la matematica. Alla morte di suo padre, che avvenne durante il suo ultimo anno di scuola, dovette iniziare a lavorare presso l'acetaia di famiglia e fu costretta a studiare chimica per sostituire il padre nel suo lavoro. Tuttavia, sua sorella maggiore decise di laurearsi in chimica e fu lei alla fine a sostituire il padre nell'acetaia lasciando Olga Taussky libera di scegliere il suo percorso di studi. Nella "Vienna Rossa" dell'epoca, il Partito Socialdemocratico d'Austria incoraggiò le donne a proseguire gli studi superiori e Taussky si iscrisse alla facoltà di matematica presso l'Università di Vienna nell'autunno del 1925.

### Carriera
Taussky iniziò il suo lavoro di ricerca occupandosi della teoria algebrica dei numeri, sulla quale discusse la tesi del dottorato di ricerca sotto la supervisione di Philipp Furtwängler, un teorico dei numeri di origine tedesca. In quel periodo partecipò anche alle riunioni del cosiddetto Circolo di Vienna, un gruppo di filosofi che sviluppò la filosofia del positivismo logico. Taussky, come Olga Hahn-Neurath e Rose Rand, fu una delle prime donne a unirsi al gruppo, che comprendeva Otto Neurath, Rudolf Carnap e Kurt Gödel e che fu fortemente influenzato da Ludwig Wittgenstein.
Tuttavia, Taussky è maggiormente conosciuta per il suo lavoro di ricerca sulla teoria delle matrici, e in particolare quello relativo alla stabilità computazionale di matrici complesse, ma anche per la teoria algebrica dei numeri, la teoria dei gruppi e l'analisi numerica.
Secondo le dichiarazioni del matematico e filosofo italiano Gian-Carlo Rota, da giovane venne assunta da un gruppo di matematici tedeschi per scovare e correggere diversi errori di calcolo presenti nelle opere di David Hilbert, in modo che potessero essere raccolti in un volume destinato a diventare un regalo per il suo compleanno. Ci fu solo un documento riguardante l'ipotesi del continuo che non riuscì a correggere.
In seguito iniziò ad utilizzare le matrici per analizzare le vibrazioni degli aeroplani durante la seconda guerra mondiale presso il National Physical Laboratory del Regno Unito. Durante questo periodo scrisse diversi articoli che vennero pubblicati dal Ministero della produzione aeronautica di Londra. Si definì tedofora per la teoria delle matrici.
Nel 1935 si trasferì in Inghilterra e divenne membro del Girton College presso l'Università di Cambridge e del Bryn Mawr College. Poco dopo, nel 1938, sposò il matematico irlandese John Todd, un suo collega dell'Università di Londra.
Nel 1945 insieme a suo marito emigrò negli Stati Uniti e i due lavorarono per il National Institute of Standards and Technology. Nel 1957 entrambi iniziarono a lavorare per il California Institute of Technology. Inoltre supervisionò il primo dottorato di ricerca femminile in matematica di Caltech, e tra le sue studenti vi fu Hanna Neumann.
Taussky decise di smettere con l'insegnamento nel 1977, ma continuò la sua corrispondenza con altri matematici riguardo al suo lavoro di ricerca nella teoria delle matrici.

## Premi e onorificenze
Taussky ricevette il Premio Ford per un articolo scientifico sulla somma dei quadrati pubblicato nel 1970 sul mensile americano di matematica. Ricevette un dottorato onorario dall'Università di Vienna e uno dall'Università della California del Sud nel 1988.
Fu membro dell'American Association for the Advancement of Science, docente Noether e ricevette la medaglia austriaca denominata Croce d'Onore per la Scienza e l'Arte, 1ª classe nel 1978.
Nel 1993 la Società internazionale di algebra lineare organizzò una serie di conferenze per onorare i contributi nel campo dell'algebra lineare fatti da Taussky e da suo marito. Nel 2021 queste conferenze dedicate a Taussky-Todd sono state convertite nel Premio ILAS Taussky-Todd.

## Pubblicazioni
- Olga Taussky, How I became a torchbearer for matrix theory" Rivista mensile americana di matematica, v. 95 (1988)
- Olga Taussky, "A recurring theorem on determinants", Rivista mensile americana di matematica, v. 56 (1949) 673-676.
- Olga Taussky, "Generalized commutators of matrices and permutations of factors in a product of three matrices", in Studies in Mathematics and Mechanics presentato a Richard von Mises, Academic Press, NY, 1954, p. 67.
- Olga Taussky e John Todd, "Infinite powers of matrices", J. London Math. soc., v. 17 (1942) 147-151.
- Olga Taussky, "Matrices C with C n → 0", J. Algebra, v. 1 (1954) 5-10.
- Olga Taussky e John Todd, "Matrices with finite period", Proc. Edimburgo matematica. soc., v. 6, (1939) 128-134.
- Olga Taussky, "On a theorem of Latimer and MacDuffee", Can. J. Matematica., v. 1, (1949) 300-302.
- Olga Taussky, "Sums of squares", Rivista mensile americana di matematica, v. 77, 1970